# 疾患修飾性抗リウマチ薬

メトトレキサート

ヒドロキシクロロキン

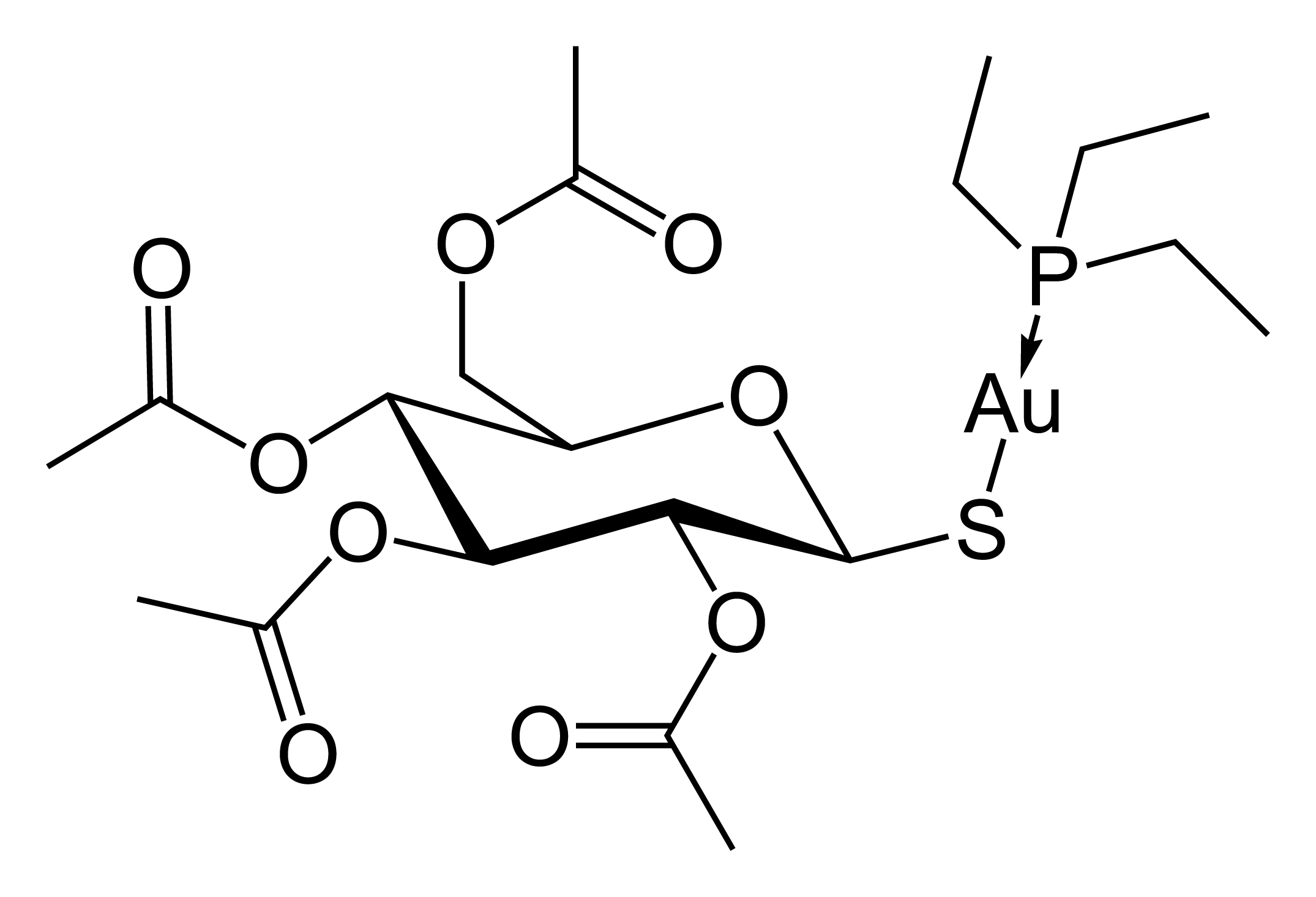
オーラノフィン

疾患修飾性抗リウマチ薬（しっかんしゅうしょくせいこうリウマチやく、英：Disease-modifying antirheumatic drugs、DMARDs）は、関節リウマチの病気の進行を遅らせるために使用される医薬品の総称であり、分子構造に一貫性があるものではない。 この用語は、非ステロイド性抗炎症薬（炎症を治療するが、根本的な原因を治療しない薬剤を指す。NSAIDs）やステロイド（免疫反応を鈍らせるが、病気の進行を遅らせるには不十分）と対比して使用されることが多い。
抗リウマチ薬という用語は同様の文脈で使用されることがあるが、病気の経過に対する効果を主張するものではない。 歴史的に同じグループの薬剤を指すために使用されてきた他の用語として、「寛解導入薬」（RID）および「遅効性抗リウマチ薬」（SAARD）がある。

## 用語
DMARDsという用語は、最初はその名の通り関節リウマチで使われていたが、現在ではクローン病、エリテマトーデス、シェーグレン症候群、免疫性血小板減少性紫斑病、重症筋無力症、サルコイドーシスなど、さまざまな疾患で用いられている。
元々は、赤血球沈降速度の上昇、ヘモグロビン値の低下、リウマトイド因子値の上昇、最近ではCRP値の上昇など、疾患の根底にあると考えられている病変を示す検査値異常を低減させる薬剤を指す言葉として登場した。最近では、骨や軟骨の損傷速度を減少させる薬剤を指す言葉としても使われている。
一部のDMARDs（プリン合成阻害剤など）は、弱い化学療法剤であるが、癌化学療法の副作用である免疫抑制を主な治療効果として利用している。

## 下位分類

### 作用機序による分類
免疫に対する作用の様式により、DMARDsは2種類に分類される。
- 免疫調節薬（immunomodulaters）  　正常の免疫能には影響せずに異常な免疫機能を正常化する薬剤
- 免疫抑制薬（immunosuppressants）  　すべての免疫機能を非特異的に抑制する薬剤

### 製造法などによる分類
DMARDsは、化学的に合成された従来の低分子量薬剤と、遺伝子工学的に製造された新しい生物学的薬剤に細分化される。
- 化学合成（sDMARD）
  - 従来型合成DMARDs（csDMARDs） 　従来の薬剤（メトトレキサート、スルファサラジン、レフルノミド、ヒドロキシクロロキン、金塩など）
  - 分子標的合成DMARDs（tsDMARDs）  　生体内の特定の分子構造に作用する低分子量の薬剤
- 生物学的製剤（bDMARD） 　抗体医薬品や生体内の特定の受容体などの構造を模したタンパク質である薬剤

## 代替薬剤
DMARDsによる治療が失敗した場合、制御されていない自己免疫疾患を安定させるために、シクロホスファミドやステロイドのパルス療法がしばしば実施される。重度の自己免疫疾患でシクロホスファミド療法が奏効しなかった症例を対象にした、骨髄移植の臨床試験も行われている。さらに、DMARDsが無効な場合、NICEガイダンスでは、腫瘍壊死因子（TNF）阻害剤のトシリズマブなどを使用することができる。
DMARDsの併用は、併用する各薬剤を単独で投与する場合よりも少量で済むため、副作用のリスクを軽減できるので、しばしば実施される。
多くの患者は、NSAIDと少なくとも1種類のDMARDを投与し、時には低用量の経口グルココルチコイドを併用する。疾患の寛解が認められれば、通常のNSAIDsやグルココルチコイドによる治療は不要となり得る。DMARDは関節炎の制御に有用であるが、疾患を治癒させるものではない。そのため、DMARDで寛解や最適な制御が得られた場合は、薬剤を維持量に減量して継続することが多い。DMARDを中止すると、疾患が再燃したり、リバウンドフレア（急激な増悪）を起こす可能性があり、投薬再開時に疾患のコントロールが再び確立される保証はない。

## 参考資料
1. ↑  "disease-modifying antirheumatic drug" - ドーランド医学辞典
2. ↑  "antirheumatic" - ドーランド医学辞典
3. ↑  Buer, Jonas Kure (2015). “A history of the term "DMARD"”. Inflammopharmacology 23 (4):  163–171. doi:10.1007/s10787-015-0232-5. PMC 4508364. PMID 26002695.
4. ↑  “第5章 抗リウマチ薬”.   日本リウマチ財団. 2021年3月25日閲覧。
5. ↑  Smolen JS, van der Heijde D, Machold KP, Aletaha D, Landewé R. Proposal for a new nomenclature of disease-modifying antirheumatic drugs. Ann Rheum Dis. 2014 Jan;73(1):3-5. doi: 10.1136/annrheumdis-2013-204317.